# St Margaret’s Church (King’s Lynn)

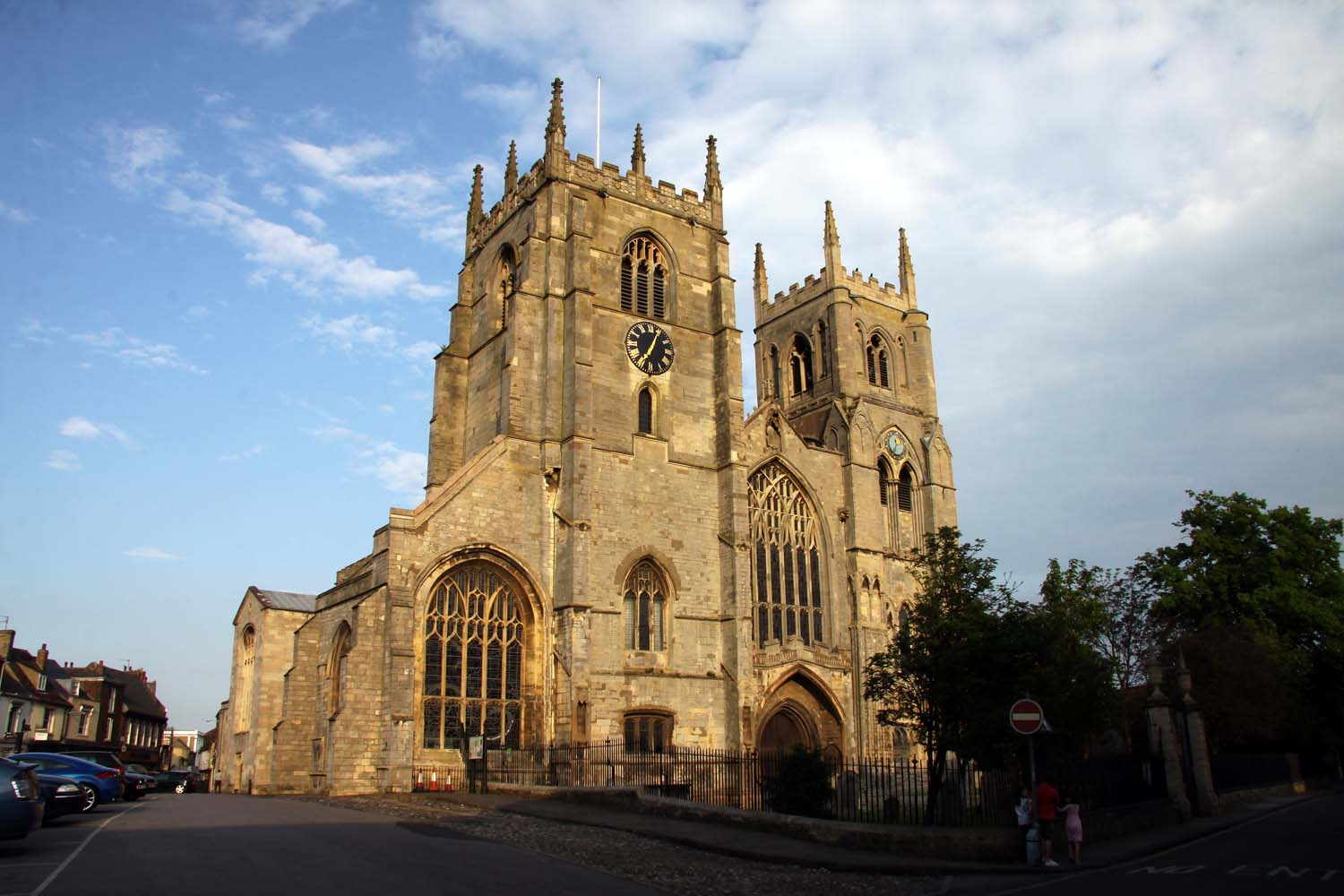
St Margaret’s Church in King’s Lynn

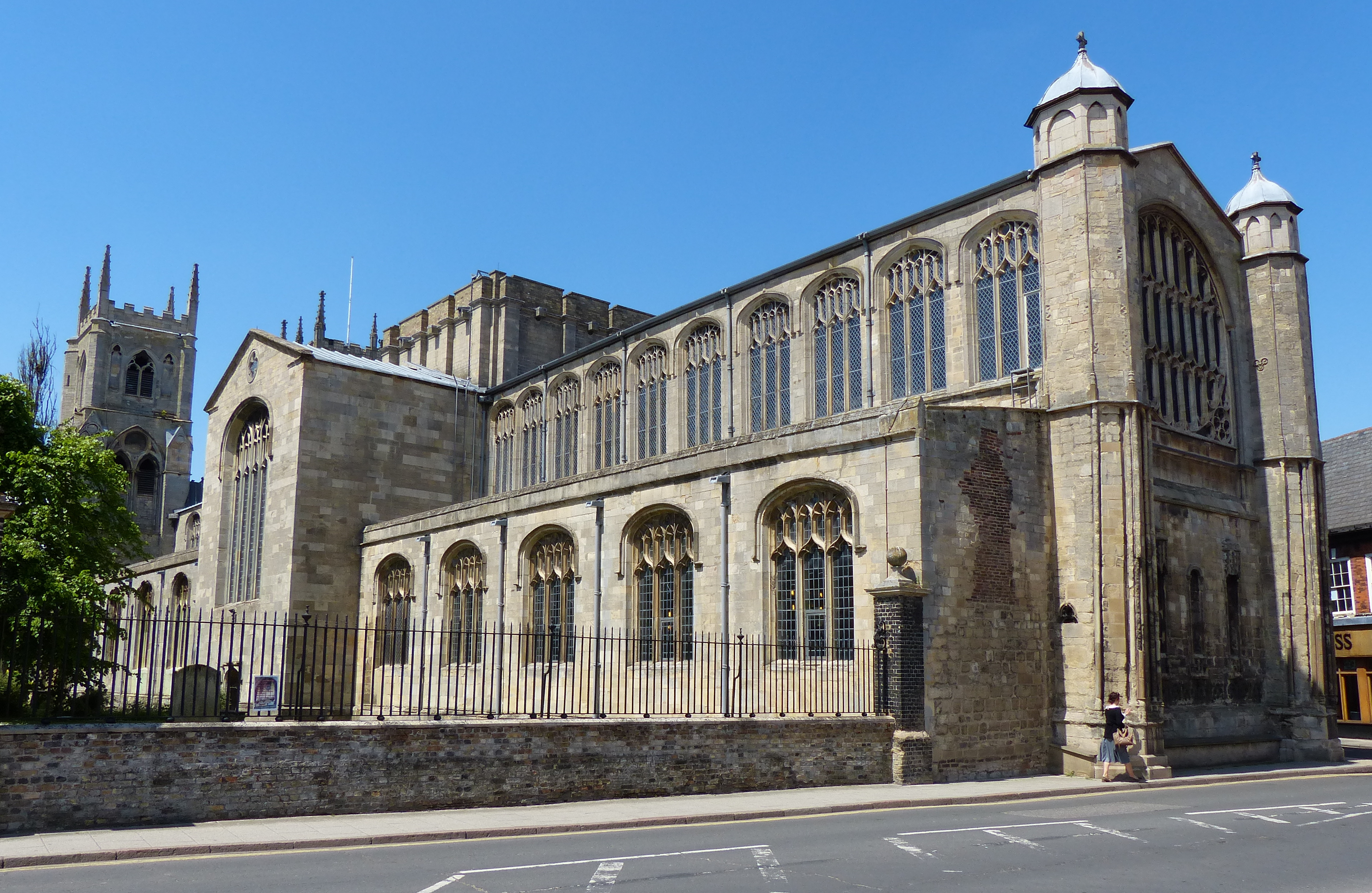
Kirche von Südosten

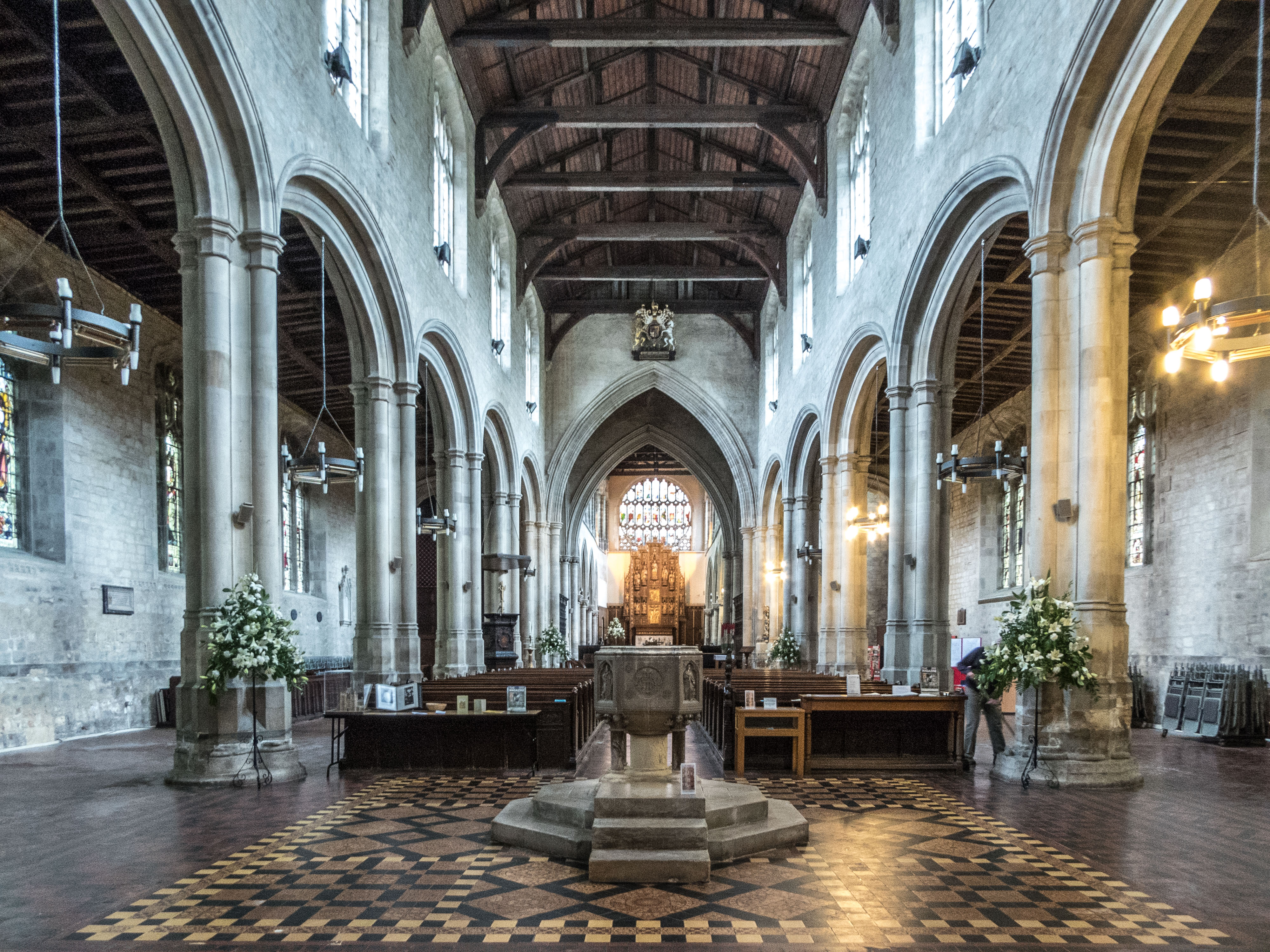
Innenraum

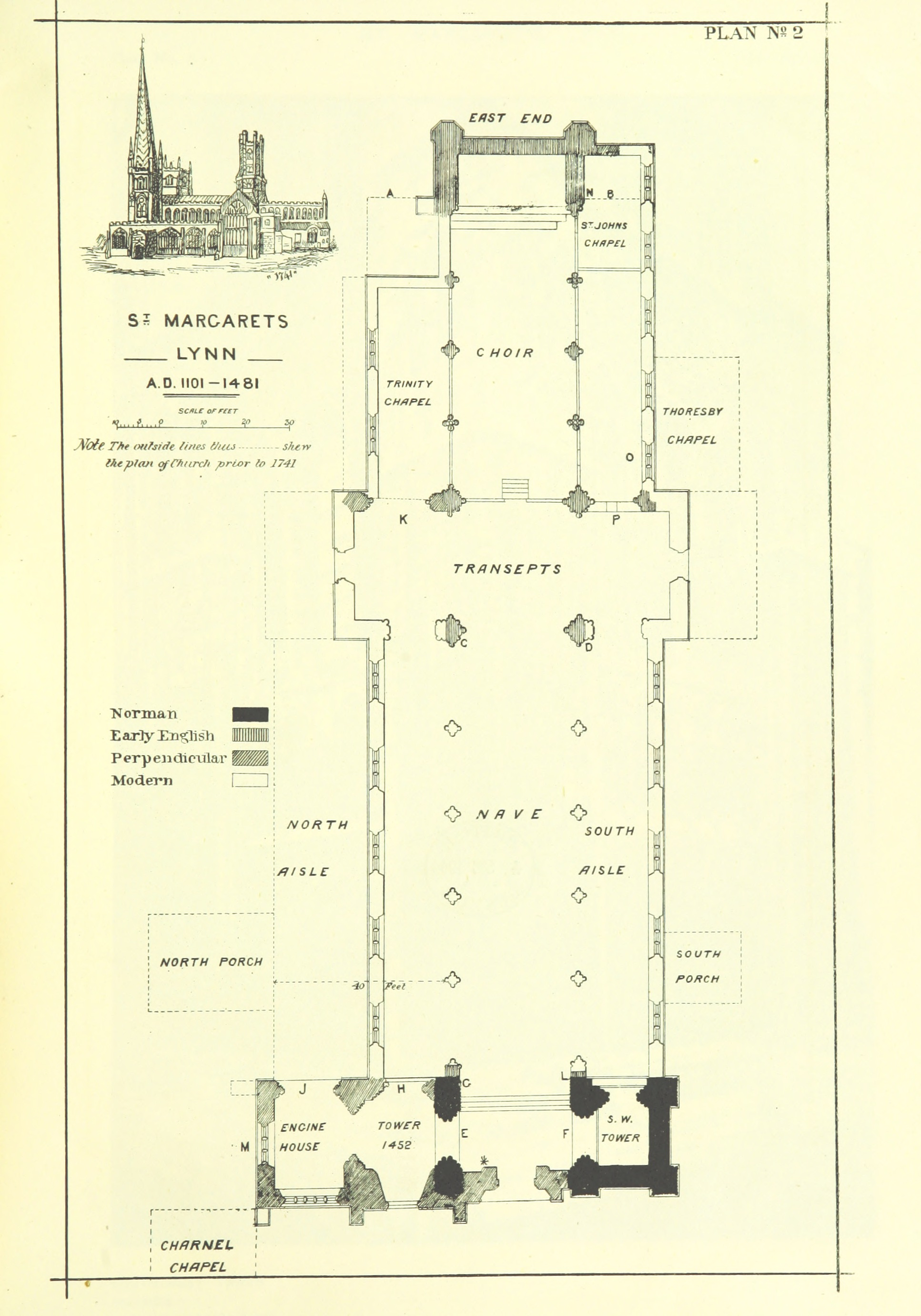
Grundriss mit Bauphasen und Skizze der Kirche vor dem Einsturz der Turmspitzen

Die anglikanische St Margaret’s Church in der Stadt King’s Lynn (auch bekannt als King’s Lynn Minster) im Westen der englischen Grafschaft Norfolk  trägt das Patrozinium der hl. Margareta von Antiochia; der Kirchenbau ist als Grade-I-Bauwerk eingestuft und gehört zum Major Churches Network.

## Lage
Die annähernd 45.000 Einwohner zählende Stadt King’s Lynn liegt etwa 6 km südlich der Mündung des Flusses Great Ouse in die Nordsee und annähernd 150 km nördlich von London. Die St Margaret’s Church befindet sich am südlichen Rand der Altstadt in einer Höhe von ca. 7 m.

## Geschichte
Der damalige Bischof von Norwich, Herbert de Losinga, begann um das Jahr 1100 mit dem Bau einer Prioratskirche in King’s Lynn. Der Bau wurde jedoch mehrfach verändert und vereint heute normannische sowie hoch- und spätgotische Elemente. Das Priorat wurde im Rahmen der Auflösung der englischen Klöster durch Heinrich VIII. im Jahr 1537 aufgelöst; die Kirche blieb als Pfarrkirche erhalten. Die oberen Partien des Westturms und des Vierungsturms stürzten während eines Unwetters im Jahr 1741 ein und beschädigten Teile des Kirchenschiffs, woraufhin die Holzdecken und auch die Mittelschiffsarkaden erneuert werden mussten; der Chorbereich blieb weitgehend unversehrt.

## Architektur
Die Kirche verfügt über eine Doppelturmfassade mit im Querschnitt unterschiedlich dimensionierten Türmen. Ihr etwa 40 m langes und maximal ca. 16 m hohes Inneres ist dreischiffig und basilikal mit Segmentbogenarkaden und unterschiedlichen Holzdecken. Die Kirche hat ein kleines Querschiff. Der Chorschluss ist – wie bei vielen englischen Kirchen üblich – flach und birgt ein großes, beinahe rundes Ostfenster im Perpendicular Style.

## Ausstattung
Zur Ausstattung des 19. Jahrhunderts gehören ein auf einem abgetreppten Sockel stehendes steinernes Taufbecken im Eingangsbereich und eine geschnitzte Altarrückwand (reredos) im Chor. Sehenswert sind auch zwei der größten Kupfer-Grabplatten Englands, die jedoch im 14. Jahrhundert in Flandern hergestellt wurden.

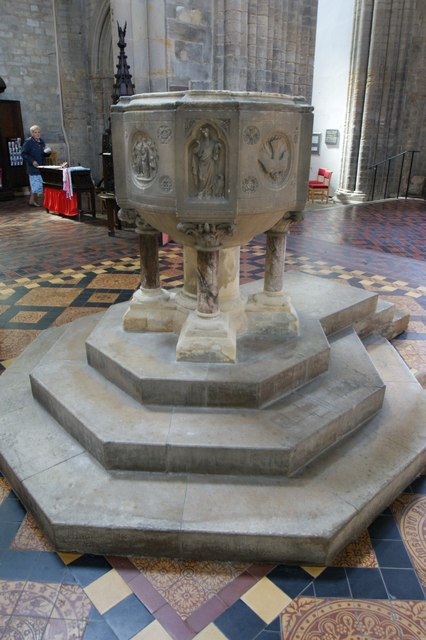
Taufbecken
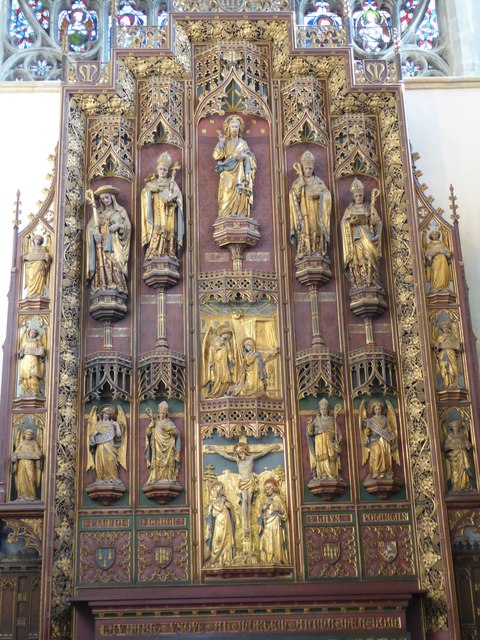
Altarrückwand (reredos)
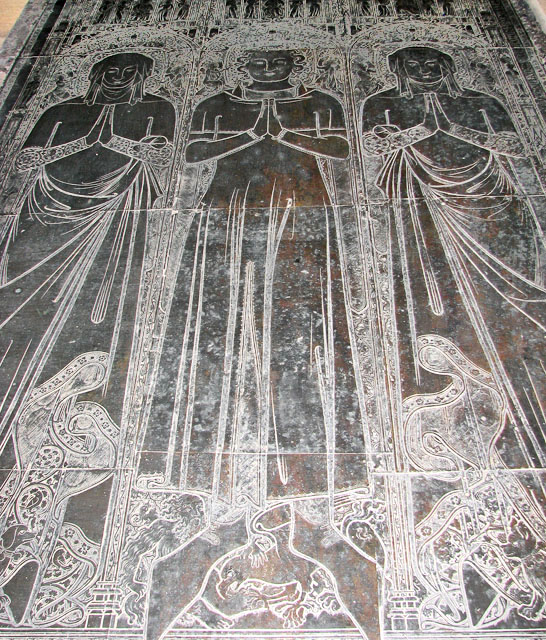
Kupfer-Grabplatte
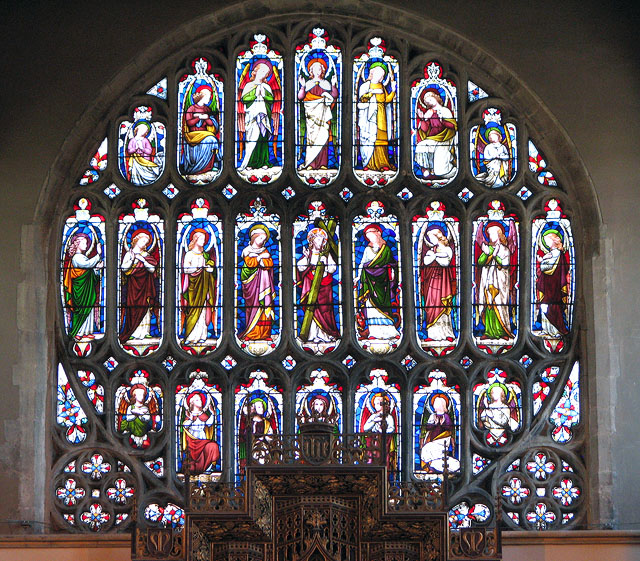
Chorfenster